# Adolf-Juckenack-Medaille
Die Adolf-Juckenack-Medaille wird durch die Lebensmittelchemische Gesellschaft (LGCh) vergeben, dem Zusammenschluss der Lebensmittelchemiker in der Gesellschaft Deutscher Chemiker (GDCh).
Der Preis wurde 1981 zur Erinnerung an Adolf Juckenack (1870–1939) durch die damalige Fachgruppe Lebensmittelchemie und gerichtliche Chemie ins Leben gerufen. Preisträger sind Persönlichkeiten, die durch jahrelangen, persönlichen Einsatz in wichtigen Positionen die Arbeit der Lebensmittelchemischen Gesellschaft mitgetragen haben oder die durch ihre Tätigkeit den Berufsstand der Lebensmittelchemiker gefördert haben.

## Preisträger
Der Preis wurde ab 1982 unregelmäßig vergeben. Zum 3. Dezember 2016 hat der Vorstand der (LChG) entschieden, dass der Preis alle zwei Jahre vergeben werden soll.
- 1982 Wilhelm Nils Fresenius
- 1983 Ruth Burkhardt, Hans Mollenhauer, Gerhard Nagel
- 1984 Walter Zipfel
- 1987 Günther Halder, Auguste Mankel, Fritz Ruf
- 1989 Siegfried Baudner, Herbert O. Günther
- 1991 Dieter Eckert
- 1992 Hans Miethke
- 1993 Karl Herrmann
- 1994 Peter B. Czedik-Eysenberg
- 1995 Alfred Montag
- 1996 Horst Berg
- 1997 Erich Coduro
- 1998 Klaus Günther
- 2000 Manfred Geßler
- 2002 Gundula Thomas
- 2003 Helmut F. Erbersdobler
- 2004 Siegfried Wallrauch
- 2005 Hanke Hey
- 2006 Dietmar Kasprick
- 2008 Anneliese Brockmann
- 2010 Hasan Taschan
- 2011 Helmut Streit
- 2012 Michael Petz
- 2013 Erhard Kirchhoff
- 2014 Annette Neuhaus
- 2015 Peter Fecher
- 2016 Gunter Fricke
- 2018 Jörg Häseler (für die AG Junge Lebensmittelchemiker als erster Obmann)
- 2020 Rüdiger Schneider
- 2022 Günther Kempe
- 2024 Volker Charné